# シモーネ・マルドロット
シモーネ・マルドロット（Simone Maludrottu、1978年6月4日 - ）は、イタリアのプロボクサー。サルデーニャ州オルビア出身。

## 来歴
2000年7月21日、キヴァッソでプロデビュー。Giovanni Delisiに判定勝ち。
2003年9月18日、Emiliano Salviniとのイタリアバンタム級王座決定戦に挑み、7RTKOで王座獲得。
2004年9月18日、Frederic PatracとのEBUバンタム級タイトルマッチを判定で制し王座奪取。9度防衛。
WBC世界バンタム級1位となり、2008年1月10日、長谷川穂積が持つ世界王座に挑戦。しかし判定により敗退。
2008年6月2日、Tuncay Kayaとの再起戦で勝利。